# Чемпіонат Швеції з футболу 1912—1913
Svenska Mästerskapet 1913 — чемпіонат Швеції з футболу. Проводився за кубковою системою. У чемпіонаті брали участь 19 клубів. 
Чемпіоном Швеції став клуб «Ергрюте» ІС (Гетеборг).

## Півфінал
21 вересня 1913 «Юргорден» ІФ (Стокгольм) — «Юганнесгоф» ІФ (Стокгольм) 5:1
21 вересня 1913 «Ергрюте» ІС (Гетеборг) — АІК Стокгольм 1:1
28 вересня 1913 АІК Стокгольм — «Ергрюте» ІС (Гетеборг) 1:1
19 жовтня 1913 АІК Стокгольм — «Ергрюте» ІС (Гетеборг) 1:5

## Фінал
2 листопада 1913 «Ергрюте» ІС (Гетеборг) — «Юргорден» ІФ (Стокгольм) 3:2
——————————————————————————————————————————
Svenska Serien 1912/13 — змагання з футболу у форматі вищого дивізіону. У турнірі брали участь 6 клубів.

## Підсумкова таблиця
|   | Команда                   | І  | В | Н | П | М       | О  |
| - | ------------------------- | -- | - | - | - | ------- | -- |
| 1 | ІФК Гетеборг              | 10 | 7 | 2 | 1 | 25 : 9  | 16 |
| 2 | «Ергрюте» ІС (Гетеборг)   | 10 | 6 | 1 | 3 | 36 : 14 | 13 |
| 3 | AIK Стокгольм             | 10 | 6 | 0 | 4 | 23 : 27 | 12 |
| 4 | «Юргорден» ІФ (Стокгольм) | 10 | 5 | 0 | 5 | 19 : 25 | 10 |
| 5 | ІФК Уппсала               | 10 | 3 | 1 | 6 | 22 : 23 | 7  |
| 6 | ІФК Норрчепінг            | 10 | 0 | 2 | 8 | 7 : 34  | 2  |